# Zvonimir Remeta
Zvonimir Blaž Remeta (Klobuk kod Ljubuškog, 12. prosinca 1909. – Sarajevo, 15. veljače 1964.) bio je hrvatski književnik.

## Životopis
Rođen je 12. prosinca 1909. godine u Klobuku kod Ljubuškog. Godine 1918. seli se s obitelj u Travnik, gdje se kao vanjski đak upisao u travničku gimnaziju.
Studirao je pravo u Zagrebu te je doktorirao 1933. godine. Radio je kao sudac u Mostaru, Smederevskoj Palanci i Visokom. Još za gimnazijskih dana počeo je objavljivati pjesme.
Za vrijeme Drugog svjetskog rata bio je član ustaškoga prijekoga suda. Zbog toga je 1945. godine osuđen na smrt, ali je kazna kasnije preinačena u doživotni zatvor. Iz zatvora je pušten 1960. godine.
Odlukom Vlade Republike Hrvatske 1995. godine ukinuta mu je presuda.

## Djela
- „Grieh” (1942.)
- „Tako svršava” (1943.)
- „Sentimentalna reportaža” (1944.)

Ostavštinu i romane tiskala mu je Matica hrvatska:
- „Moja obrana”
- „Zadnji časovi”
- „Minijaturni portreti”

## Počasti
- Ulica Zvonimira Remete u Ljubuškome.
- Zbirka „Književna kritika o Zvonimiru Remeti”.[4]

### Članci
- Tomić, Stjepan. 2017. Zvonimir Remeta - prorok i mučenik. Kroatologija. Sveučilište u Zagrebu – Fakultet hrvatskih studija. Zagreb. 1 (8): 1–2

### Mrežna sjedišta
- Remeta, Zvonimir. Hrvatska enciklopedija (LZMK). Pristupljeno 4. travnja 2025.

## Vanjske poveznice
Ostali projekti
|  | Wikizvor ima izvorni tekst Autor:Zvonimir Remeta |